# Francisco Gómez de Terán y Negrete
Francisco de Paula Gómez de Terán y Negrete, IV marquès de Portago (Madrid, 3 d'abril de 1760 - 9 de maig de 1816) fou un aristòcrata i militar espanyol, fill de Francisco de Paula Gómez de Terán y García de La Madrid.
Ingressà com a cadet a les Guàrdies Espanyoles en 1778. En 1781 participà en el setge de Gibraltar i el 1786 ascendí a alferes. En 1793 ascendí a tinent i participà en la Guerra Gran, on participà en la presa de Perpinyà i fou ferit a Vernet. En 1794 fou ascendit a capità, en 1795 a comandant i en 1798 a brigadier.
Poc després de l'inici de la guerra del francès, en juny de 1808, fou ascendit a mariscal de camp. Participà en la batalla de Medina de Rioseco i va lluitar amb l'Exèrcit de Galícia sota les ordres del general Joaquín Blake, amb qui va participar en la presa de Bilbao. En novembre de 1809 fou ascendit a tinent general el va succeir uns mesos com a Capità general de Catalunya. L'octubre de 1810 fou nomenat Comandant General del Camp de Gibraltar i el 1812 participà en el setge d'Astorga.